# Дрибин
Дри́бин (бел. Дры́бін) — городской посёлок в Могилёвской области Беларуси. Административный центр Дрибинского района.
Известен как деревня с XVI века. Статус городского посёлка получил только в 1997 году. Дрибин — самый молодой районный центр Могилёвской области, он начал активно застраиваться в связи с переселением сюда жителей с радиоактивно загрязнённых территорий после аварии на Чернобыльской АЭС.
Численность населения — 2 877 человек (на 1 января 2025 года).

## Геральдика
Герб и флаг учреждены Указом Президента Республики Беларусь 3 января 2005 года № 1 и зарегистрированы в Государственном геральдическом регистре Республики Беларусь 6 января 2005 года № Б-37 и № 38. Одобрены решением Дрибинского районного Совета депутатов от 13 сентября 2002 года № 15-7.

## История
Дрибин известен с IX века как шляхетская собственность в Мстиславском воеводстве Великого княжества Литовского. Во времена Северной войны здесь находились российские войска.
С 1772 года Дрибин входит в состав Российской империи, с 1924 года — в составе БССР.
20 октября 1995 года административные единицы Дрибинский район и Дрибинский сельсовет, имеющие общий административный центр, объединены в одну административную единицу — Дрибинский район.

## География
Расположен на реке Проня в 64 км от Могилёва, в 10 км от железнодорожной станции Тёмный Лес на линии Орша — Кричев.
Дрибинский район находится в северно-восточной части Могилёвской области и занимает площадь в 0,8 тыс. км². Район входит в историко-этнографический район «Приднепровье». Граничит с Мстиславским, Горецким, Могилёвским, Шкловским, Чаусским районами. Создан 29 декабря 1989 года. В составе района 102 населённых пункта, 6 сельсоветов. Административный центр района — посёлок городского типа Дрибин с населением 3.1 тыс.чел. Находится на реке Проня в 64 км на северо-восток от Могилёва, в 10 км от железнодорожной станции Темный Лес. Из полезных ископаемых есть песок, гравий, торф, глина, мел.
Средняя температура января −8 °C, июля +18 °C. За год выпадает 640 мм осадков. По территории протекает река Проня, Бася, Быстрая, Вербовка. Лесистость 27%. Здесь находятся гидрологические заказники Голомукское, Жеваньское, Жеваньский Мох.

## Население
Численность населения — 2 877 человек (на 1 января 2025 года). Население — 2 953 человек (на 1 января 2023 года).
Дрибин является самым малонаселённым райцентром Беларуси.
В 1939 году в Дрибине проживало 2860 человек, в том числе 2208 белорусов, 513 евреев, 95 русских.
В 1897 году — 1828 жителей (православных 856, иудеев 971).
| Численность населения в XXI веке:                                                               |
| Графики недоступны из-за технических проблем. См. информацию на Фабрикаторе и на mediawiki.org. |

## Экономика
В районе работают в основном предприятия пищевой промышленности. Сельское хозяйство специализируется на молочно-мясном животноводстве, производстве зерновых, картофеля.

## Культура
- Историко-этнографический музей[12]
- Центр культуры
- Централизованная клубная система
- Библиотечная сеть
- Детская школа искусств

## События и мероприятия
- Фестиваль народного творчества, промыслов и ремесел «Дрибинские торжки»
- В 2019 году исполнилось 450 лет со времени первого упоминания Дрибина в летописях (1569), 95 лет со дня первого образования района (1924) и 30 лет со дня его восстановления (29 декабря 1989)[13].

## Достопримечательность
- Аллея героев
- Братская могила (1943-1944 гг.) —  Историко-культурная ценность Республики Беларусь, шифр 513Д000453
- Спасо-Преображенская церковь
- Здание местного исполкома — постройка с башней, часами и просторными коридорами

### Памятник, скульптура
- Памятник В. И. Ленину
- Памятный знак в связи с 30-летием аварии на Чернобыльской АЭС. Установлен 26 апреля 2016 года

## Галерея

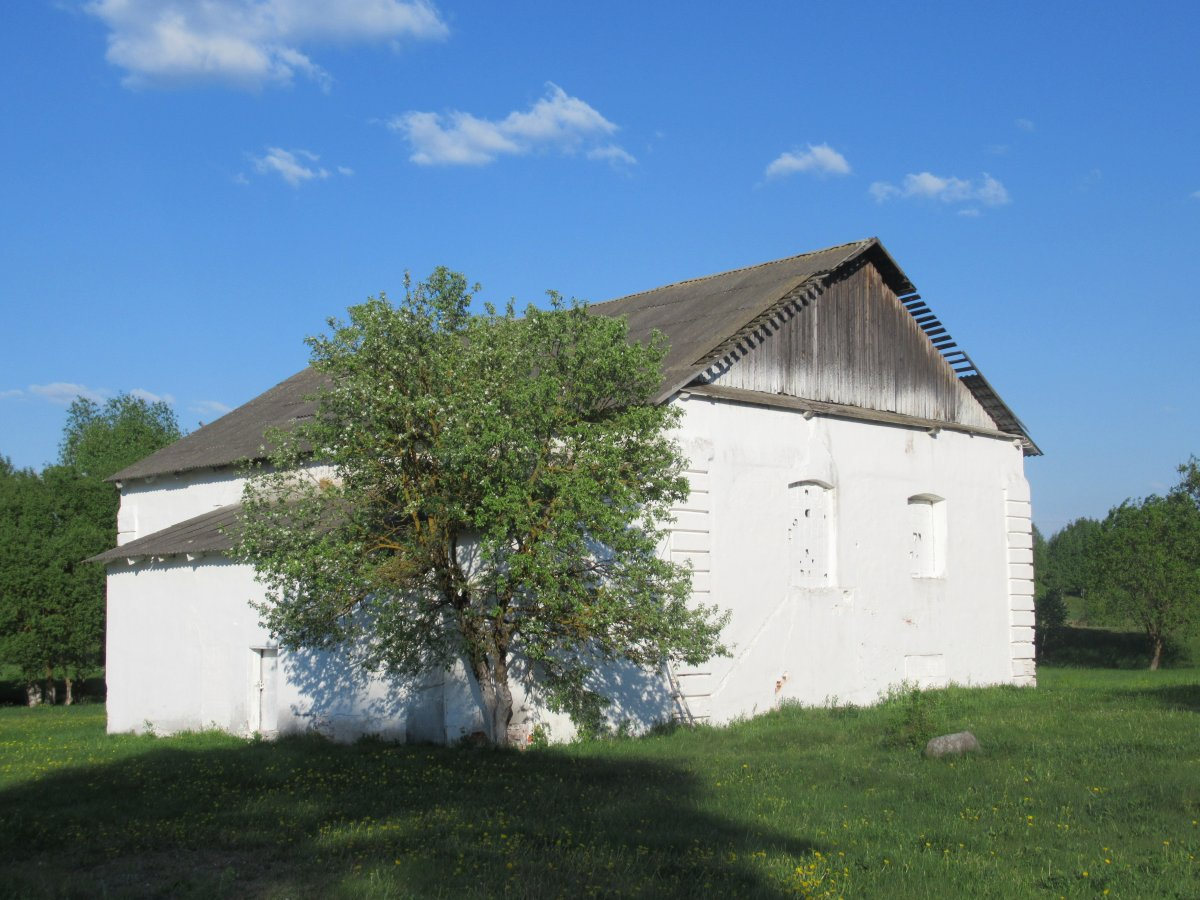
Мельница
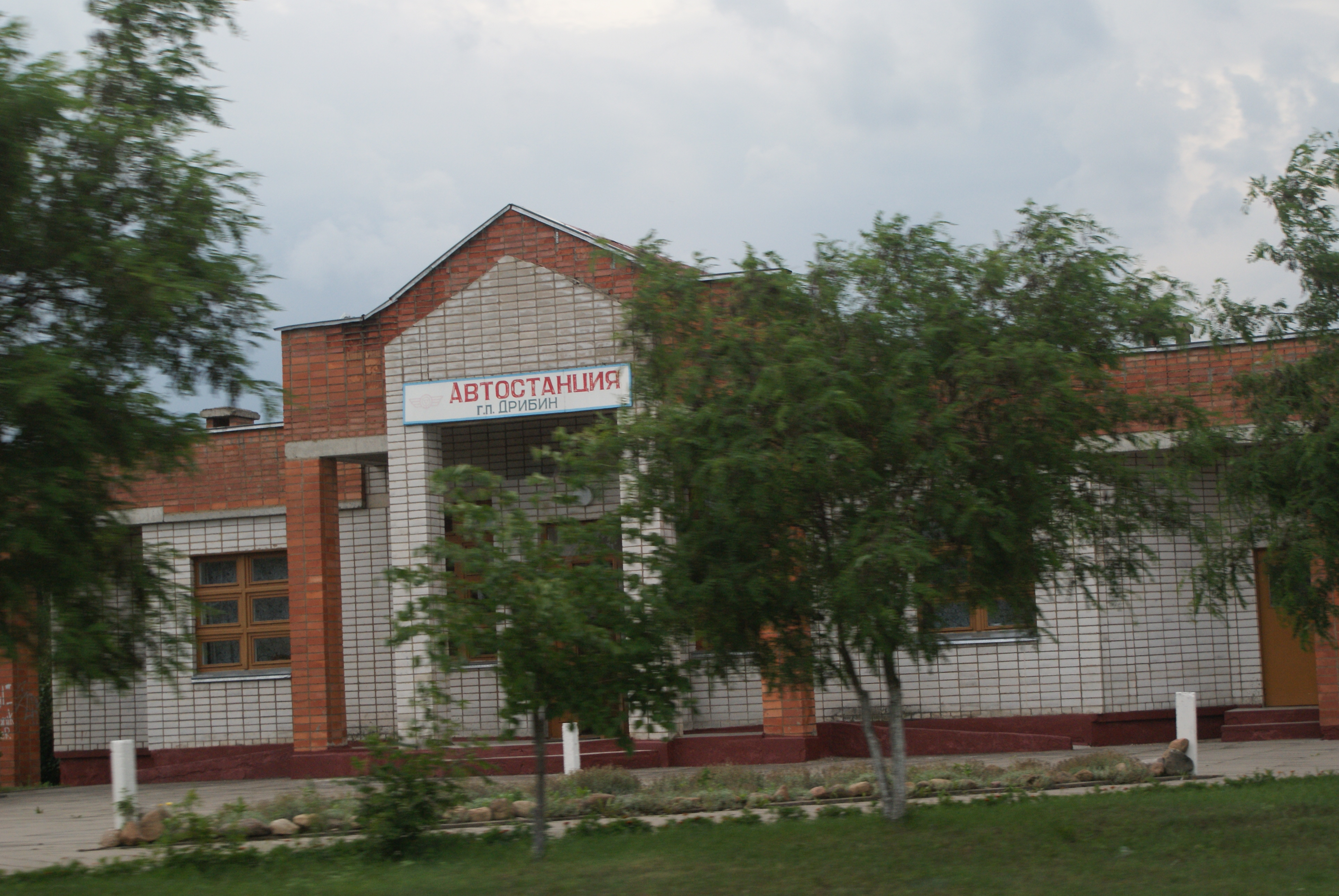
Автостанция
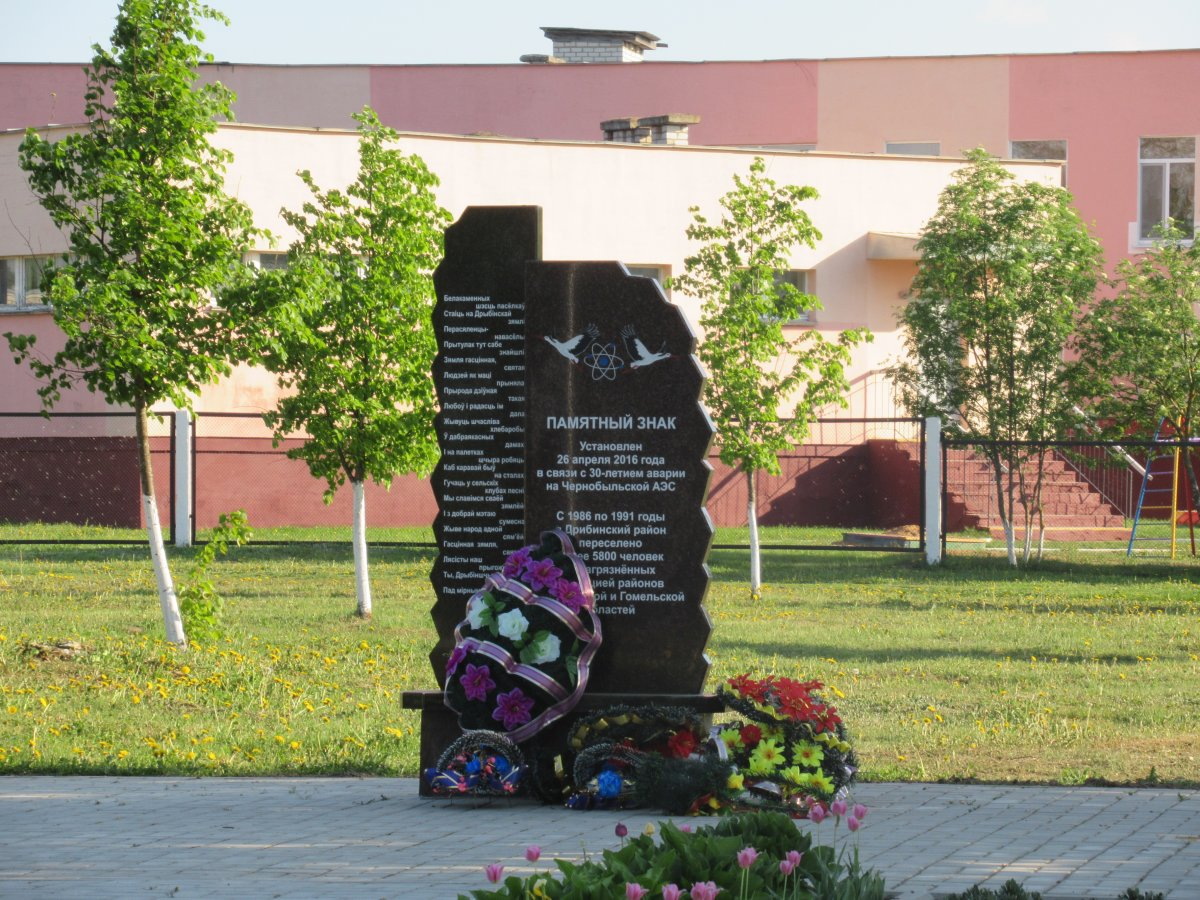
Памятный знак в связи с 30-летием аварии на Чернобыльской АЭС
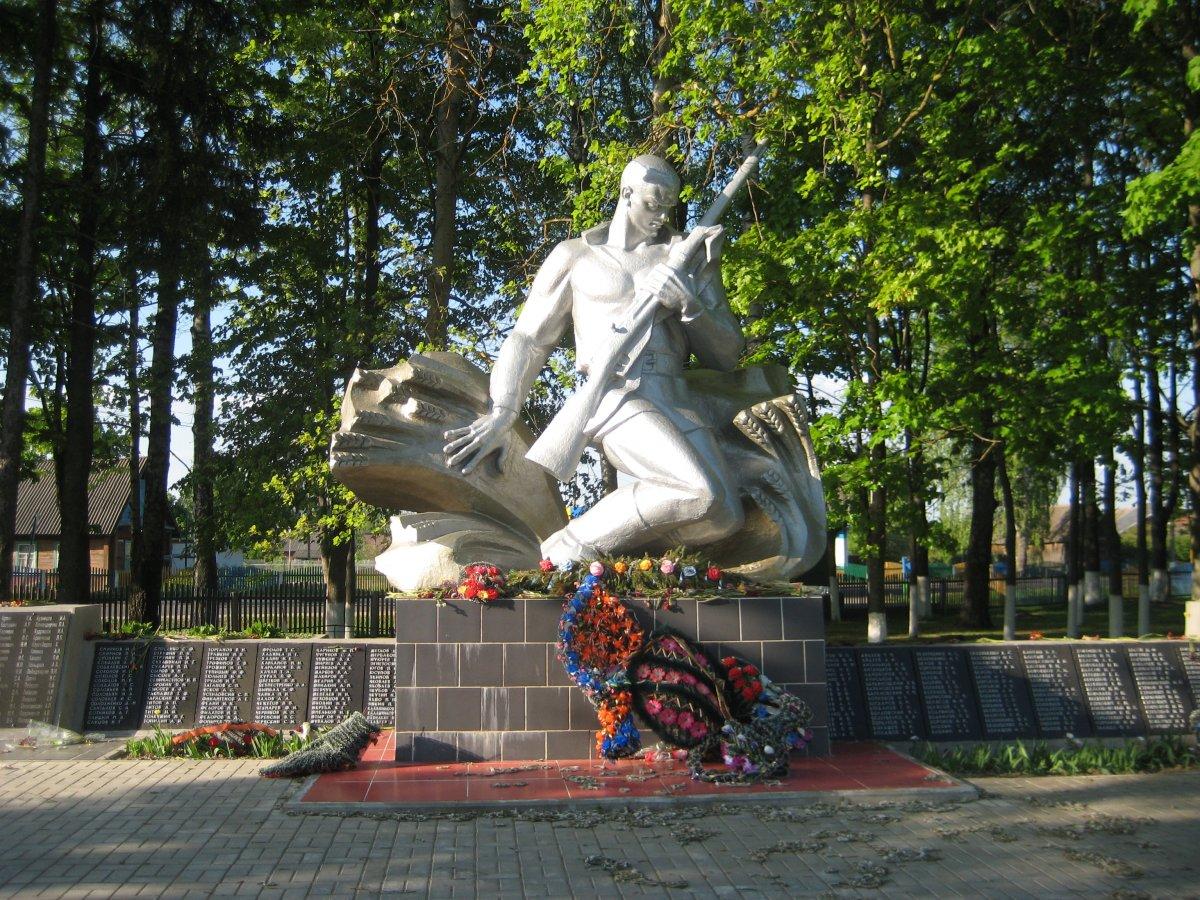
Братская могила
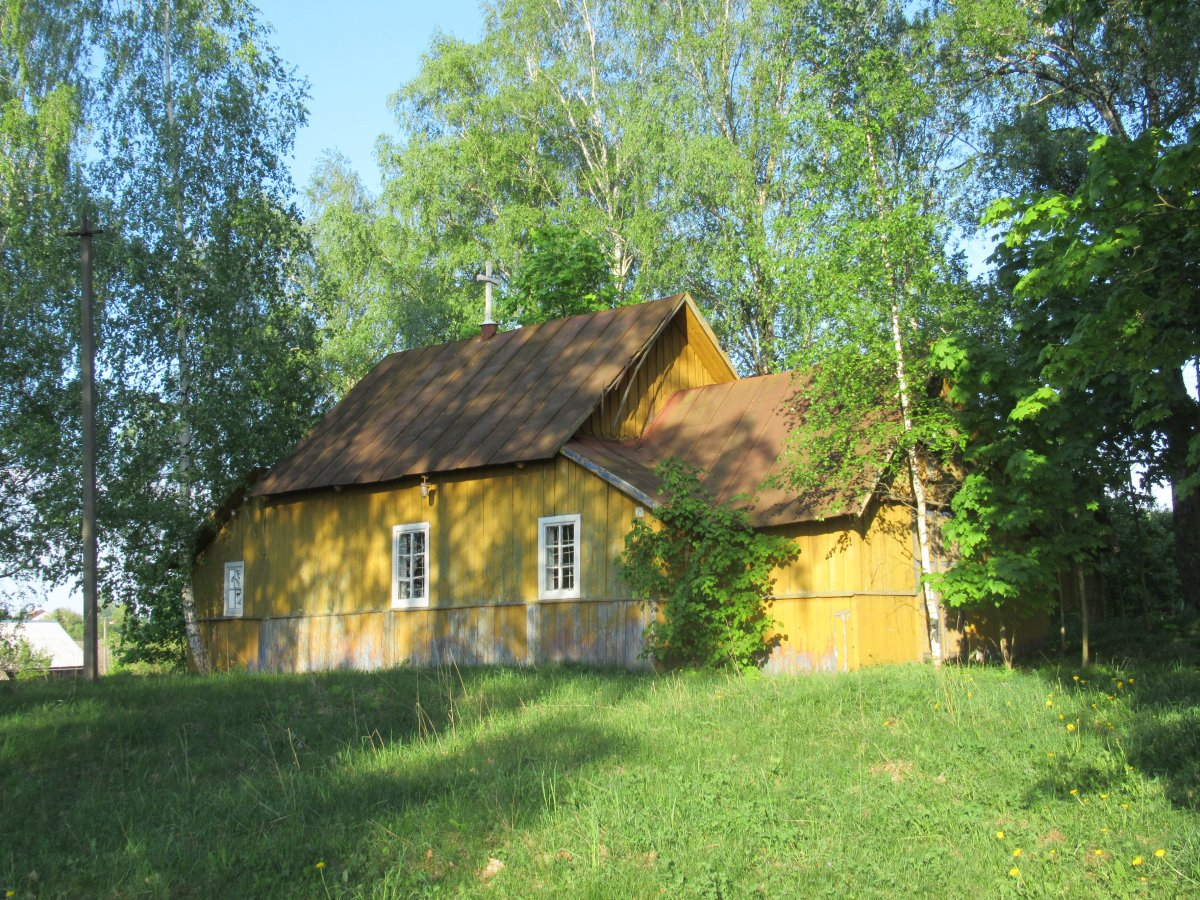
Спасо-Преображенская церковь-1
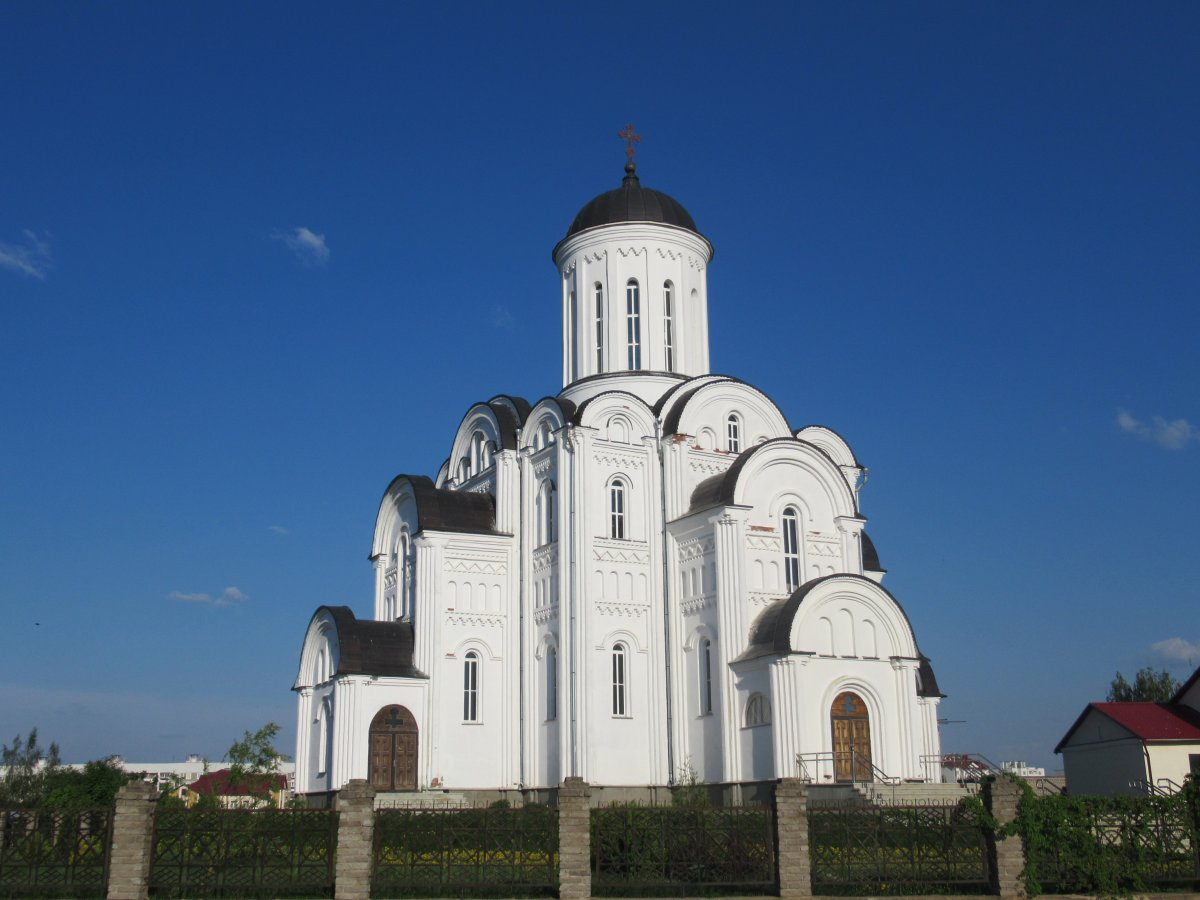
Спасо-Преображенская церковь-2